# Litsea anamalayana
Litsea anamalayana — вид квіткових рослин із родини лаврових (Lauraceae).

## Біоморфологічна характеристика
Новий вид подібний до Litsea glabrata (Wall. ex Nees) Hook.f., від якого відрізняється запушеними гілками й ніжками листків (проти голих), лінійно-довгастим листям (проти еліптично-довгастого), вузько ослабленою основою (проти від гострої до клиноподібної), загостреною верхівкою (проти від гострої до ослабнутої), вигнутим краєм (проти плоского), 11–14 парами бічних жилок (проти 9–12 пар); 7 квітками в зонтику (проти 6); квітконіжка зонтиків 8 мм у довжину (проти 5 мм завдовжки); зав'язь еліпсоїдна, ≈ 1.5 мм завдовжки (проти субкулястої, ≈ 1 завдовжки); еліпсоїдними плодами (проти яйцеподібних); запушеною оцвітиною (проти голої); 7 мм завдовжки запушеними, кутастими плодоніжками (проти 10 мм завдовжки, голих, округлих у перерізі).

## Середовище проживання
Ендемік Індії.

## Етимологія
Видовий епітет нового таксона вказує на типову місцевість, що включає фітогеографічну зону Анамалайських пагорбів.